# Hölzerner See
Der Hölzerne See ist ein natürlich entstandener Badesee auf dem Gebiet der Gemeinde Groß Köris im Landkreis Dahme-Spreewald in Brandenburg.

## Lage und Beschreibung
Der Hölzerne See liegt ca. 40 km südlich von Berlin im Dahme-Seengebiet. Er gehört zur Teupitz-Köriser Seenkette, einer Ansammlung von zehn durch Kanäle verbundene Seen zwischen dem Teupitzer See und der Dahme. Er liegt im Naturpark Dahme-Heideseen.
Die Umgebung des Hölzernen Sees besteht vor allem aus Wäldern, die zu großen Teilen von Zeltplätzen und Ferienhaussiedlungen durchsetzt sind. Am südwestlichen Ufer befindet sich der Wohnplatz Neubrück der Gemeinde Groß Köris.
Der See hat eine längliche, ovale Form und eine Wasserfläche von 114 Hektar. Er erhält im Süden Zufluss aus dem Klein Köriser See und im Nordwesten aus einem kleinen Fluss aus dem Förstersee. Der Abfluss erfolgt über den direkt mit dem Hölzernen See verbundenen Schmöldesee in die Dahme. Die Größe des gesamten oberirdischen Einzugsgebiets beträgt ca. 126 km².
In der Vergangenheit wurde der Hölzerne See stark überdüngt, weshalb er in der Mitte der 1990er Jahre noch als sehr nährstoffreich eingestuft wurde. Mittlerweile konnte der Nährstoffgehalt durch Sanierung der Abwasserbehandlung um 75 % reduziert werden. Trotzdem ist die Sichttiefe mit einem sommerlichen Mittelwert im Freiwasser von 1,3 m immer noch relativ gering und im Sommer kommt es im Tiefenwasser schnell zu Sauerstoffmangel.

## Tourismus und Nutzung
Der Hölzerne See liegt im stark touristisch genutzten Teupitzer Seengebiet und ist daher auch Anziehungspunkt von erholungssuchenden Besuchern. Es gibt zahlreiche Ferienhaus- und Bungalowsiedlungen, zwei Campingplätze sowie ein Kinder- und Jugenderholungszentrum (KiEZ) am Nordufer des Sees.
Der See ist nach dem Bundeswasserstraßengesetz (WaStrG) eine Bundeswasserstraße und darf somit mit Motorbooten befahren werden. Man kann vom See aus auf dem Wasserwege direkt nach Berlin fahren. Am südlichen Westufer existiert eine Verladestelle für Frachtschiffe, die Sand aus einer nahen Kiesgrube verschiffen.
Die EU-Badewasserstelle im KiEZ Hölzerner See wird nach der Badegewässerrichtlinie alle vier Wochen auf ihre Wasserqualität überprüft; die Grenzwerte werden stets eingehalten.